# Fångarna i Auschwitz
Fångarna i Auschwitz (originaltitel: God on Trial) är en brittisk TV-film från 2008. Filmen utspelas i Auschwitz under andra världskriget. De judiska fångarna ställer Gud inför rätta för att ha brutit sitt förbund och övergivit det judiska folket. Filmen bygger på en händelse i Elie Wiesels bok The Trial of God från 1979.

## Rollista (urval)
| Antony Sher       | – Akiba      |
| Rupert Graves     | – Mordechai  |
| Jack Shepherd     | – Kuhn       |
| Dominic Cooper    | – Moche      |
| Eddie Marsan      | – Lieble     |
| Stellan Skarsgård | – Baumgarten |